# Barnabas Youwestadion
Het Barnabas Youwestadion is een multifunctioneel stadion in Sentani, een plaats in Indonesië. 
Het stadion wordt vooral gebruikt voor voetbalwedstrijden, de voetbalclub Persidafon Dafonsoro maakt gebruik van dit stadion. In het stadion is plaats voor 15.000 toeschouwers. 